# Parallax (DC Comics)
Pour les articles homonymes, voir Parallaxe (homonymie).
Parallax est le nom d'un super-vilain de l'univers de DC Comics. Créé par Darryl Banks (en) et Ron Marz, le premier Parallax, apparaît pour la première fois dans le comic book Green Lantern vol. 3 #50 de 1994. 
Parallax est présent dans le jeu vidéo DC Universe Online et dans le film Green Lantern de 2011.

## La renaissance DC
Sinestro prend le contrôle du vilain Parallax dans l’ère de la renaissance DC, ce qui n'était pas le cas auparavant. En effet, c'était Parallax qui contrôlait Sinestro. Ce dernier se servira d'ailleurs de Parallax pour tenter de battre Volthoom ce qui n'arrivera pas. C'est en effet Hal Jordan et Nekron qui parviennent à défaire Volthoom.